# Rafaela Abadía
Rafaela Abadía   (Madrid, 2 de març de 1892 - Castelló de la Plana, 10 d'agost de 1983) va ser una actriu espanyola. Nascuda a Madrid el 2 de març de 1892, va començar a treballar en la companyia de María Guerrero, treballà en el Teatro Español i el Teatre Romea, la seva última gira va ser el 1940, per una malaltia, va morir a Castelló de la Plana el 10 d'agost de 1983 als 91 anys.